# Zeugin der Anklage (1957)
Zeugin der Anklage (Originaltitel: Witness for the Prosecution) ist ein US-amerikanischer in Schwarzweiß gedrehter Kriminalfilm des Regisseurs Billy Wilder aus dem Jahr 1957. Der in London spielende Film ist eine Adaption des gleichnamigen Theaterstücks der Schriftstellerin Agatha Christie aus dem Jahr 1953. Er errang 1958 sechs Oscar-Nominierungen und wurde 2008 vom American Film Institute auf Platz 6 in seine Liste der „besten Gerichtsdramen aller Zeiten“ aufgenommen.

## Handlung
London im Jahr 1952: Der bekannte Londoner Strafverteidiger (Barrister) Sir Wilfrid Robarts übernimmt – gerade erst nach einem Herzinfarkt aus dem Krankenhaus entlassen – einen scheinbar aussichtslosen Fall, den der Rechtsanwalt (Solicitor) Mayhew ihm andient. Sein Mandant, der freundlich und etwas naiv wirkende arbeitslose Handelsvertreter Leonard Vole, wird beschuldigt, die reiche Witwe Emily French ermordet zu haben. Da die Witwe zuvor aufgrund einer gewachsenen Freundschaft ihr Testament zu seinen Gunsten geändert und ihm eine beträchtliche Summe zugedacht hat, hat er ein handfestes Motiv. Vole beteuert jedoch seine Unschuld, von dem Testament habe er nichts gewusst.
Während des Prozesses werden bei der Beweisaufnahme zunächst Inspektor Hearne von Scotland Yard und danach Janet McKenzie, die alte und ergebene Haushälterin der Witwe, als Zeugen der Anklage, die durch den Staatsanwalt Myers vertreten wird, vernommen. Sir Wilfrid gelingt es aber, die Glaubwürdigkeit beider Zeugen in Zweifel zu ziehen. Überraschend präsentiert die Anklage dann als dritte und letzte Zeugin die aus Deutschland stammende Ehefrau des Angeklagten, Christine. Sie tritt unter dem Namen Christine Helm auf, beweist, dass ihre Ehe mit Vole nichtig ist, da sie bei der Eheschließung bereits mit einem anderen verheiratet war, widerlegt sein Alibi und belastet ihn mit ihrer Aussage schwer. Sie erscheint als kühl berechnende Frau, die ihren Mann abserviert und seine leidenschaftliche Liebe zu ihr ignoriert.
Sir Wilfrid, sein Kollege Brogan-Moore und Mr. Mayhew versuchen alles, um auch diese Zeugin als unglaubwürdig darzustellen, doch die Stimmung im Gerichtssaal und bei den Geschworenen tendiert trotzdem zur Schuld des Angeklagten. Als einzigen Zeugen der Verteidigung kann Sir Wilfrid den Angeklagten selbst aufbieten und muss ihn anschließend dem Kreuzverhör der Anklage überlassen, wobei weitere belastende Aspekte ans Licht kommen. Danach erscheint die Lage für Leonard ausweglos und seine Hinrichtung unabwendbar.
Am Abend vor der Urteilsverkündung spielt eine fremde Frau, die sich an Christine rächen will, Sir Wilfrid ein Bündel Briefe zu, die Christine an einen gewissen Max geschrieben hat und in denen sie schildert, dass sie eine Falschaussage plant, um Leonard loszuwerden und frei für Max zu sein. Durch dieses in letzter Minute vorgelegte neue Beweismaterial kann Sir Wilfrid Christines Glaubwürdigkeit als Zeugin zerstören und einen Freispruch erreichen. Jedoch kommen ihm Zweifel, da die Sache „zu glatt“ verlaufen sei.
Direkt nach der Urteilsverkündung kommt es zu mehreren überraschenden Wendungen: Sir Wilfrid unterhält sich im ansonsten leeren Gerichtssaal mit Christine und erfährt, dass sie tatsächlich Leonard leidenschaftlich liebt und nur deshalb als kaltblütige Zeugin der Anklage aufgetreten ist, um den Prozess gegen ihn zusammenbrechen zu lassen. Sie selbst war es, die am Abend zuvor in Verkleidung Sir Wilfrid die eigens dafür geschriebenen Briefe übergeben hat. Sir Wilfrid bewundert dieses geschickte Vorgehen. Gleich darauf stellt sich heraus, dass Leonard tatsächlich der Mörder ist und es Christine darum ging, die Tat zu verschleiern. Da Leonard wegen derselben Tat kein zweites Mal angeklagt werden kann, gesteht sie Sir Wilfrid alles.
Kurz darauf betritt auch Leonard den Gerichtssaal und gesteht die Tat. Dann stellt Leonard überraschend eine junge Frau namens Diana als seine neue Verlobte vor und droht Christine mit einem Prozess wegen Beihilfe zum Mord, falls sie ihn daran zu hindern versucht, diese zu heiraten. Christine gegenüber erklärt er, er habe ihr Leben in Deutschland gerettet und sie jetzt seines, sie seien also quitt. Christine ist zutiefst verletzt, und als Sir Wilfrid mit seinem Monokel einen Lichtreflex auf das noch im Saal liegende Brotmesser wirft, ergreift sie es. Sie ersticht Leonard und wird sofort verhaftet. Tief bewegt kündigt Sir Wilfrid an, seinen geplanten Urlaub zu streichen, um ihre Verteidigung zu übernehmen.

## Entstehungsgeschichte